# Annona fosteri
Annona fosteri är en kirimojaväxtart som först beskrevs av Paulus Johannes Maria Maas och Lübbert Ybele Theodoor Westra, och fick sitt nu gällande namn av H. Rainer. Annona fosteri ingår i släktet annonor, och familjen kirimojaväxter. Inga underarter finns listade i Catalogue of Life.